# Furor arma ministrat

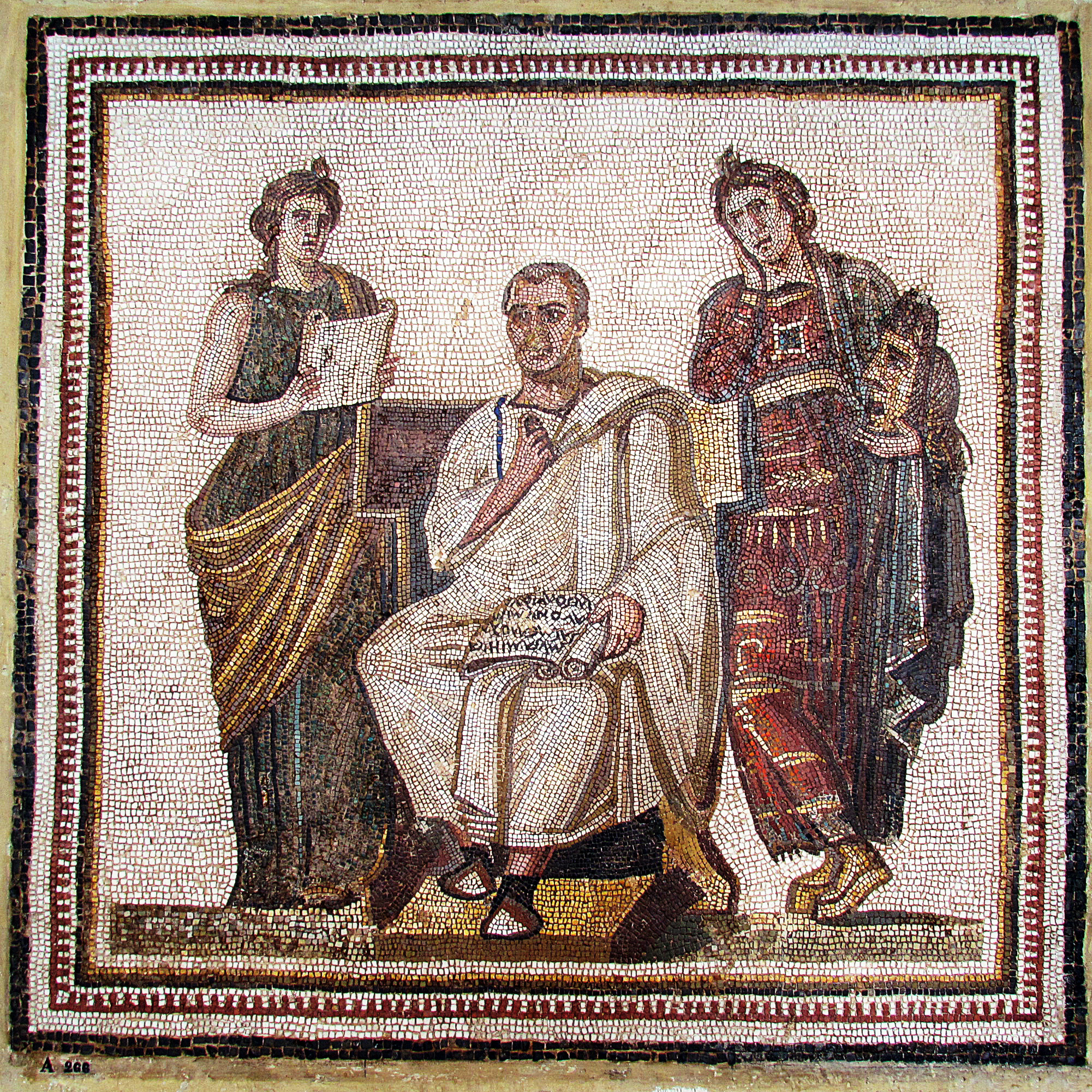
Virgilio con lEneide tra Clio e Melpomene (Museo nazionale del Bardo, Tunisi)

La locuzione latina Furor arma ministrat, tradotta letteralmente, significa il furore procura le armi. (Virgilio, Eneide, I, 150).
Il furore e l'ira fanno trovare i mezzi di difesa e di offesa: è quella che si chiama la forza della disperazione.   